# British Railways

Nagy-Britannia vasúti hálózata

British Railways (BR), később British Rail néven futott a brit vasúti rendszer a Négy nagy (Big Four) brit vasúti társaság államosításától 1948-ig, majd a vasút privatizációjáig 1994 és 1997 között. A BR nemzetközi kódszáma 70.

## Története
Az 1923-as csoportosítás után, az 1921-es vasúti törvény (Railways Act 1921) után négy nagy társaság (vállalat) maradt:
1. Great Western
2. London Midland & Scottish
3. London & North Eastern
4. Southern

A vállalatot a második világháború alatt állami felügyelet alá vonták, emellett hálózata és járművei súlyosan megrongálódtak az ellenség akciói miatt. Az 1947-es szállítási törvény (Transport Act 1947) intézkedett a vasúthálózat államosításáról, és 1948. január 1-jétől British Railways lett.